# Ligne bleue du métro de Boston
La ligne bleue du métro de Boston est l'une des quatre lignes de métro de la ville de Boston, Massachusetts. Exploitée par Massachusetts Bay Transportation Authority, la ligne compte 12 stations. Elle rencontre la ligne verte à Government Center, la ligne orange à State et permet de relier l'aéroport international par le shuttle gratuit de l'Airport station. En 1967, la couleur bleue a été attribuée à la ligne, car elle passe sous le port de Boston. Avec un temps de parcours total de moins de vingt minutes, la Blue Line est la plus courte des lignes de chemin de fer lourd de Boston et la seule à posséder à la fois des tronçons de troisième rail et de caténaire en hauteur. 

## Histoire
Le tunnel est de Boston a été construit comme un tunnel de tramway et mis en service en décembre 1904 avec quatre stations. L'extension à Bowdoin fut ouverte en 1916, la ligne East Boston a été convertie pour recevoir du matériel roulant de métro et mise en service en avril 1924. En 1952 et 1954, la ligne a été prolongée le long de l'ancienne voie de Boston, de Revere Beach et de Lynn Railroad, dans le cadre d'un projet destiné à atteindre Lynn, mais finalement n'arrivant qu'à Wonderland. Furent ouvertes les sections Maverick - Orient Heights en janvier 1952, Orient Heights - Suffolk Downs en avril 1952 et enfin Suffolk Downs - Wonderland en juin 1954.
De 1998 à 2011 environ, la MBTA a rendu la plupart des stations Blue Line entièrement accessibles aux personnes handicapées dans le cadre d'un effort plus vaste visant à accueillir des trains de six voitures sur cette ligne. En 2018, la seule station en service sur la Ligne bleue qui n'est pas entièrement accessible est le terminus Bowdoin du centre-ville de Boston. 

## Exploitation

### Le matériel roulant
En 2005, la flotte de matériel roulant de la ligne bleue comprenait 70 véhicules construits par Hawker-Siddeley (Canada) livrés en 1978-1980. Ces véhicules seront retirées du service en 2011-2012.
En septembre 2001, la MBTA accorda un contrat de 172 millions de dollars à Siemens pour la construction et la livraison en 2003 de 47 doublets (94 véhicules),. Les premiers véhicules n'arrivèrent toutefois qu'en décembre 2007, à la suite de problèmes de fabrication. Ces trains sont entrés en service en 2008 et 2009, en formation de six voitures.

## Liste des stations
|  | Station           | Distance jusqu'à Government Center (en minutes) | Date d'ouverture | Correspondances                       | Précédents noms                                                                                    |
|  | ----------------- | ----------------------------------------------- | ---------------- | ------------------------------------- | -------------------------------------------------------------------------------------------------- |
|  | Wonderland        | 21 minutes                                      | 19 janvier 1954  |                                       | |
|  | Revere Beach      | 19 minutes                                      | 19 janvier 1954  |                                       | |
|  | Beachmont         | 17 minutes                                      | 19 janvier 1954  |                                       | |
|  | Suffolk Downs     | 15 minutes                                      | 21 avril 1952    |                                       | |
|  | Orient Heights    | 13 minutes                                      | 5 janvier 1952   |                                       | |
|  | Wood Island       | 11 minutes                                      | 5 janvier 1952   |                                       | Day Square, renommé Wood Island Park le 21 octobre 1954, renommé Wood Island en 1967               |
|  | Airport           | 9 minutes                                       | 3 juin 2004      | Ligne argent via le shuttle Massport. | |
|  | Maverick          | 7 minutes                                       | 18 avril 1924    |                                       | |
|  | Aquarium          | 4 minutes                                       | 5 avril 1906     | Ferry                                 | Atlantic jusqu'au 13 février 1967                                                                  |
|  | State             | 2 minutes                                       | 30 décembre 1904 | Ligne orange                          | Devonshire jusqu'au 25 janvier 1967                                                                |
|  | (Court Street)    | 0 minutes                                       | 30 décembre 1904 |                                       | Scollay Square Upper; fermé le 17 mars 1916, remplacé par Government Center, partiellement détruit |
|  | Government Center | 0 minutes                                       | 18 mars 1916     | Ligne verte                           | Scollay Square Under jusqu'au 28 octobre 1963                                                      |
|  | Bowdoin           | 2 minutes                                       | 18 mars 1916     |                                       | |